# Feria del Señor de los Milagros

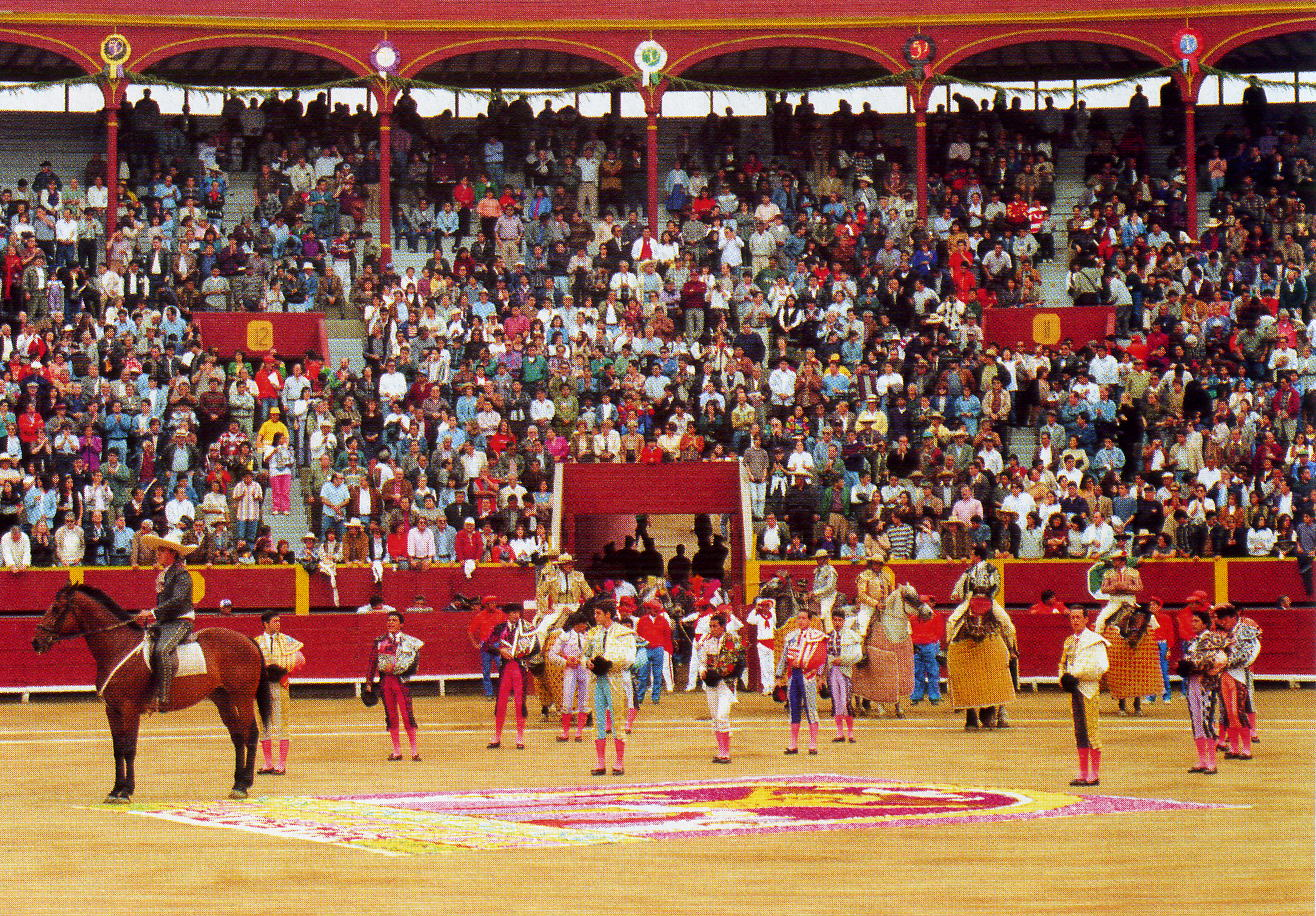
Paseíllo en la Plaza de Acho en una tarde de noviembre en la Feria del Señor de los Milagros.

La Feria del Señor de los Milagros es un evento taurino realizado anualmente en la Plaza de Toros de Acho, en Lima, Perú. En él se reúnen las principales figuras del toreo nacional e internacional, quienes se disputan el Escapulario de Oro del Señor de los Milagros, máxima distinción de la feria. 
Se realiza en homenaje al Señor de los Milagros, Patrono del Perú y Patrón Jurado de Lima entre los meses de octubre, noviembre y diciembre. Es considerado por la crítica el evento taurino más importante de América del Sur [cita requerida].

## Historia de la Feria

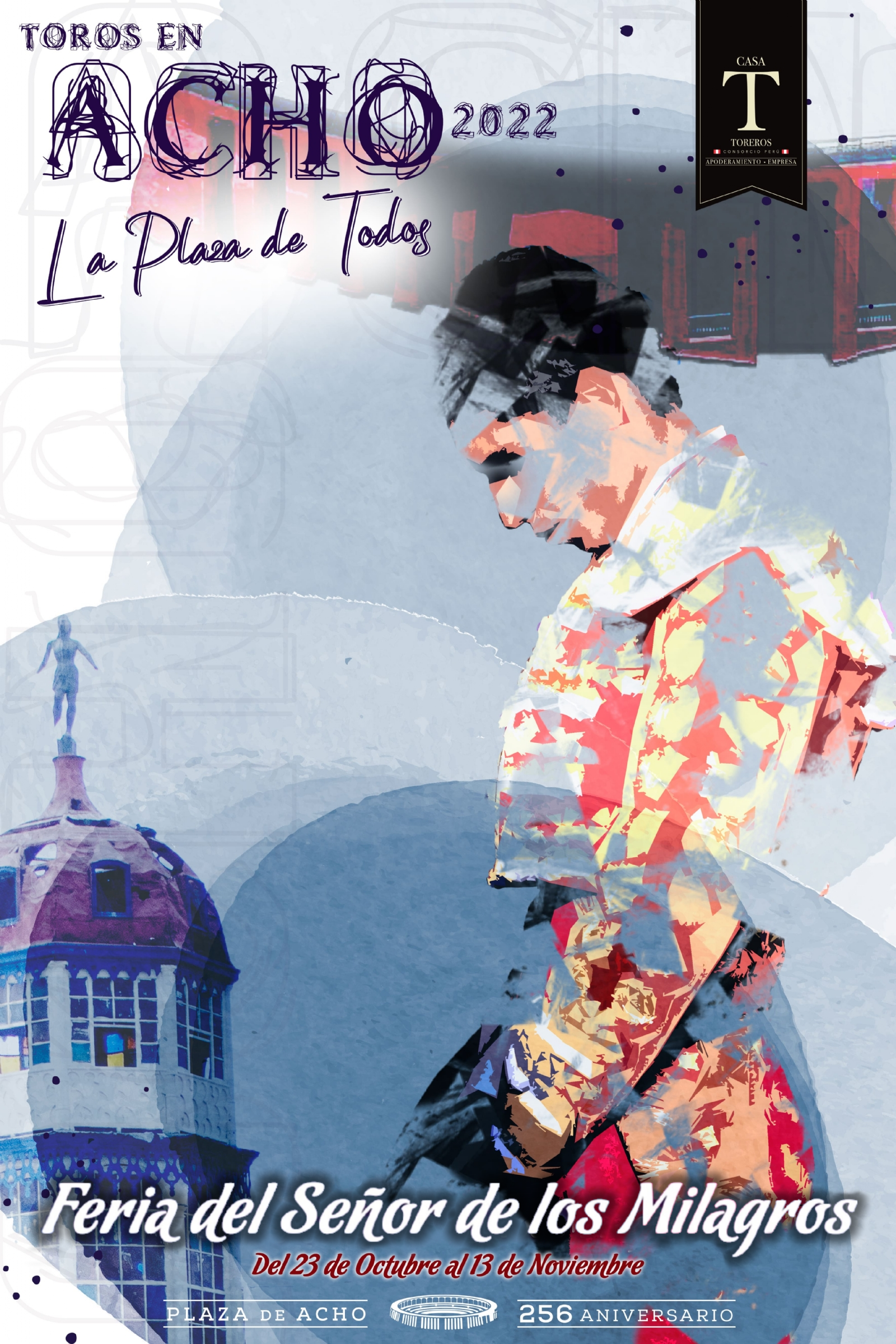

Tras la remodelación de la plaza, se instituyó en Acho la Feria del Señor de los Milagros, la que se realiza desde 1946 a la fecha.

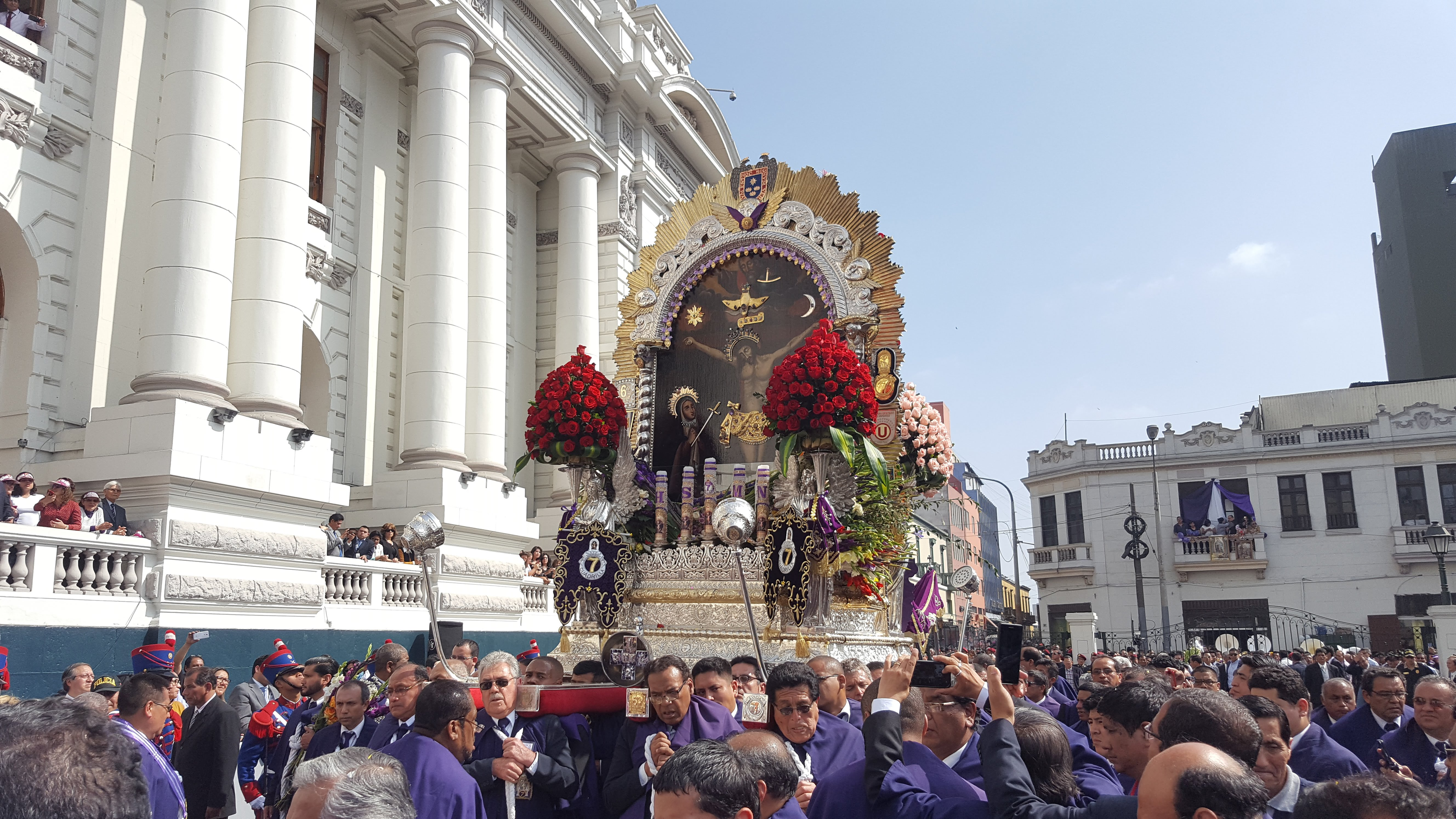
Procesión del Señor de los Milagros recorriendo las calles de Lima

La feria fue creada gracias a la idea del crítico taurino del diario El Comercio, don Fausto Gastañeta y tras la muerte de éste, por Manuel Solari Swayne "Zeñó Manué". La expectativa nació con un artículo publicado en la revista "Toros", firmado por el mencionado "Zeñó Manué" y titulado "¿Por qué no establecemos en Lima la Feria del Señor de los Milagros?". Dicha idea fue tomando cuerpo en el medio taurino hasta hacerse realidad cuando en los meses de octubre y noviembre de 1946 la Sociedad Explotadora de Acho, que tenía al frente al ganadero de reses de lidia don Fernando Graña Elizalde, organizó la primera edición de la feria, inicialmente llamada "Feria de Octubre", que a partir del año siguiente se denominaría "Feria del Señor de los Milagros".
La primera corrida de la Feria se celebró el 12 de octubre de 1946, con la presencia del Presidente del Perú José Luis Bustamante y Rivero. El primer cartel estuvo integrado por el español Manuel Rodríguez, "Manolete", el mexicano Luis Procuna y el peruano Alejandro Montani. Lo significativo de este cartel (más allá de la presenca del llamado "Califa de Córdova" es decir, "Manolete") fue que se decidiera presentar justamente el día de la raza es decir, el día del Descubrimiento de América inclouyéndose además toreros de esas tres nacionalidades por representar justamente la integración y unidad ibérico-americana en las corridas de toros: España-México-Perú.
En 1948 la feria fue reducida a novilladas. De 1949 a 1951 se realizaría en la Monumental Plaza de Lima o Plaza de Chacra Ríos. Pero desde 1952 hasta el presente se realizará en la Plaza de Acho. 
En 1996 se cumplieron 50 años de la Feria del Señor de los Milagros. Dicho año el Escapulario lo obtuvo el matador Vicente Barrera, quien cortó un rabo a un toro de “Real de Saltillo”. No se cortaba un rabo en Acho desde 1975.
En 2020 y 2021 se suspendió la feria por primera vez en 74 años debido a las restricciones por el gobierno impuestas por la Pandemia de COVID-19.
En el 2022 se reanuda la "Feria del Señor de los Milagros" con una novillada y tres corridas de toros.

## Escapularios de Oro y de Plata
Los escapularios de oro y de plata son las distinciones que otorga la feria una vez culminada, al matador y a la ganadería, respectivamente, de mejor actuación en la feria.
En 1947, una vez establecida oficialmente la temporada de corridas entre octubre y noviembre, es que se crea como premio el "Escapulario de Oro del Señor de los Milagros". En 1969 se crea la "Divisa de Oro" , para premiar al mejor toro de la feria. En 1970 queda establecido como "Escapulario de Plata", entregado al ganadero propietario del mejor toro lidiado en la feria.
El Escapulario, tanto el de oro como el de plata, es una imagen tallada en alto y bajo relieve en oro de la limeña advocación del Señor de los Milagros.
Este premio es otorgado por la Municipalidad del Rimac, distrito donde se ubica la Plaza de Toros de Acho y es el único premio oficial de la Feria.

## Ganadores del Escapulario de Oro del Señor de los Milagros

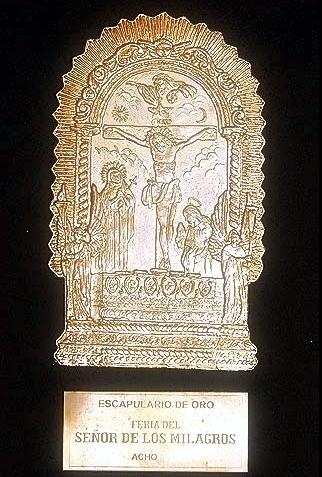
Premio al mejor torero de la Feria del Señor de los Milagros, Lima - Perú

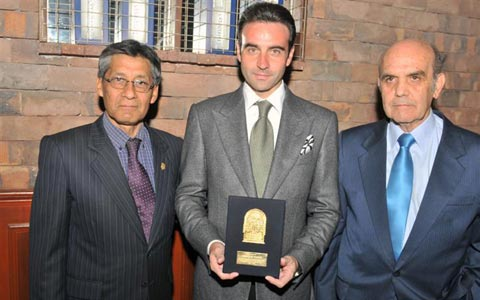
Enrique Ponce Recibiendo el Escapulario de Oro del Señor de los Milagros

- Andrés Roca Rey, torero peruano 1947 - Luis Procuna
- 1948 - Rafael Santa Cruz
- 1949 - Antonio Bienvenida
- 1950 - Desierto
- 1951 - Rafael Ortega
- 1952 - Luis Miguel Dominguín
- 1953 - Desierto
- 1954 - César Girón
- 1955 - Paco Mendes
- 1956 - Desierto
- 1957 - Jaime Ostos
- 1958 - Desierto
- 1959 - Luis Segura
- 1960 - Curro Romero
- 1961 - Gregorio Sánchez
- 1962 - Antonio Ordóñez
- 1963 - Santiago Martín "El Viti"

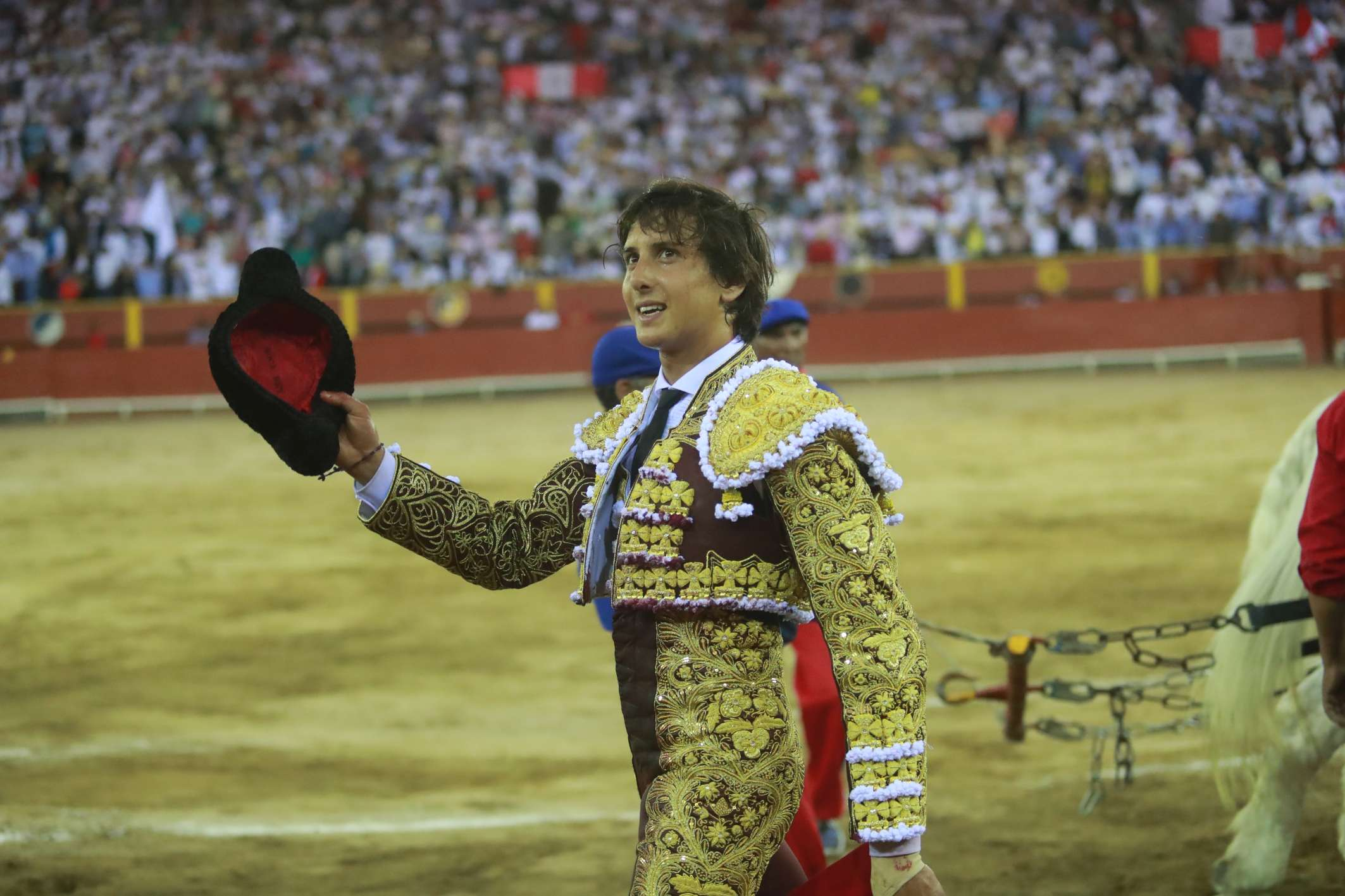
Andrés Roca Rey, torero peruano

- 1964 - Manuel Benítez "El Cordobés"
- 1965 - M. C. El Pireo
- 1966 - Desierto
- 1967 - Curro Girón
- 1968 - Paquirri
- 1969 - Ángel Teruel
- 1970 - Ángel Teruel
- 1971 - Miguel Márquez
- 1972 - José Luis Galloso
- 1973 - Rafael Puga
- 1974 - Francisco Ruiz Miguel
- 1975 - El Niño de la Capea
- 1976 - Palomo Linares
- 1977 - José Mari Manzanares
- 1978 - Juan Antonio Esplá
- 1979 - José Mari Manzanares
- 1980 - Desierto
- 1981 - Francisco Rivera "Paquirri"
- 1982 - Curro Vázquez
- 1983 - Paco Ojeda
- 1984 - Antonio José Galán
- 1985 - José Mari Manzanares
- 1986 - José Ortega Cano
- 1987 - El Niño de la Capea
- 1988 - José Mari Manzanares
- 1989 - Desierto
- 1990 - Víctor Mendes
- 1991 - Freddy Villafuerte
- 1992 - Pablo Salas
- 1993 - Desierto
- 1994 - Emilio Muñoz
- 1995 - Enrique Ponce
- 1996 - Vicente Barrera
- 1997 - Rafael Gastañeta
- 1998 - Julián López "El Juli"
- 1999 - Manuel Caballero
- 2000 - Enrique Ponce
- 2001 - Ignacio Garibay
- 2002 - César Jiménez
- 2003 - Sebastián Castella
- 2004 - Miguel Ángel Perera
- 2005 - Julián Lopez "El Juli"
- 2006 - Sebastián Castella
- 2007 - Desierto
- 2008 - Enrique Ponce
- 2009 - Miguel Ángel Perera
- 2010 - Desierto
- 2011 - Enrique Ponce
- 2012 - Daniel Luque
- 2013 - Desierto
- 2014 - Enrique Ponce
- 2015 - Andrés Roca Rey
- 2016 - Andrés Roca Rey
- 2017 - Andrés Roca Rey
- 2018 - Joaquín Galdós
- 2019 - Desierto
- 2020 - Feria suspendida
- 2021 - Feria suspendida
- 2022 - Andrés Roca Rey
- 2023 - Sebastián Castella
- 2024 - Sebastián Castella

## Ganadores del Escapulario de Plata
- 1969 - Toro: "Remilgón" - Ganadería: Las Salinas - (Perú)
- 1970 - Toro: "Gigante" - Ganadería: La Viña - (Perú)
- 1971 - Toro: "Bravío" - Ganadería: La Viña - (Perú)
- 1972 - Toro: "Tinín" - Ganadería: Yéncala - (Perú)
- 1973 - Toro: "Mendigo" - Ganadería: La Viña - (Perú)
- 1974 - Toro: "Picón" - Ganadería: Chuquizongo - (Perú)
- 1975 - Toro: "Resvaloso" - Ganadería: Yéncala - (Perú)
- 1976 - Toro: "Vidriero" - Ganadería: Chuquizongo - (Perú)
- 1977 - Toro: "Cafetero" - Ganadería: Salamanca - (Perú)
- 1978 - Toro: Desierto
- 1979 - Toro: "Tamborero" - Ganadería: Jaral del Monte - (Perú)
- 1980 - Toro: Desierto
- 1981 - Toro: Desierto
- 1982 - Toro: "Risueño" - Ganadería: Salvador Guardiola - (España)
- 1983 - Toro: "Altanero" - Ganadería: La Pauca - (Perú)
- 1984 - Toro: "Chiclayano" - Ganadería: El Rocío - (Perú)
- 1985 - Toro: "Bonito" - Ganadería: La Huaca - (Perú)
- 1986 - Toro: "Asombro" - Ganadería: La Huaca - (Perú)
- 1987 - Toro: "Sarraceno" - Ganadería: La Pauca - (Perú)
- 1988 - Toro: "Imparcial" - Ganadería: Los Martínez - (México)
- 1989 - Toro: Desierto
- 1990 - Toro: "Reportero" - Ganadería: La Viña - (Perú)
- 1991 - Toro: Desierto
- 1992 - Toro: Desierto
- 1993 - Toro: Desierto
- 1994 - Toro: "Vencedor" - Ganadería: San Fernando - (Perú)
- 1995 - Toro: "Fina Estampa" - Ganadería: Javier Garfias - (México)
- 1996 - Toro: "Santeño" - Ganadería: Real del Saltillo - (México)
- 1997 - Toro: Desierto
- 1998 - Toro: "Pitero" - Ganadería: Alcurrucén - (España)
- 1999 - Toro: "Landino" - Ganadería: El Ventorrillo - (España)
- 2000 - Toro: "Culebro" - Ganadería: Carmen Lorenzo - (España)
- 2001 - Toro: Desierto
- 2002 - Toro: "Escondido" - Ganadería: Juan Manuel Roca Rey - (Perú)
- 2003 - Toro: "Victorioso" - Ganadería: Roberto Puga - (Perú)
- 2004 - Toro: "Puntero" - Ganadería: Roberto Puga - (Perú)
- 2005 - Toro: "Altanero" - Ganadería: Montegrande - (Perú)
- 2006 - Toro: "Puntero II" - Ganadería: Roberto Puga - (Perú)
- 2007 - Toro: Desierto[1]
- 2008 - Toro: "Galante" - Ganadería: La Ahumada - (Colombia)
- 2009 - Toro: Desierto
- 2010 - Toro: Desierto
- 2011 - Toro: Dudoso -  Ganadería: San Sebastián de las Palmas - (Colombia).[2]
- 2012 - Toro: Vencedor -  Ganadería: San Sebastián de las Palmas - (Colombia)
- 2013 - Toro: Desierto
- 2014 - Toro: "Laureado" - Ganadería: Roberto Puga - (Perú)
- 2015 - Toro: "Travieso" - Ganadería: Daniel Ruiz - (España)
- 2016 - Toro: "Veraneante" - Ganadería: Hermanos García Jiménez - (España)
- 2017 - Toro: Desierto
- 2018 - Toro: "Belicoso" - Ganadería: El Olivar - (Perú)
- 2019 - Toro: Desierto
- 2020 - Feria suspendida
- 2021 - Feria suspendida
- 2022 - Toro: "Sabueso" - Ganadería: Puerto De San Lorenzo - (España)
- 2023 - Toro: "Lúcumo" - Ganadería: El Olivar - (Perú)
- 2024 - Toro: "Novelero" - Ganadería: Núñez del Cuvillo - (España)